# Хънтингтън (окръг, Индиана)
Вижте пояснителната страница за други значения на Хънтингтън.
Окръг Хънтингтън (на английски: Huntington County) е окръг в щата Индиана, Съединени американски щати. Площта му е 1005 km², а населението - 38 075 души (2000). Административен център е град Хънтингтън.